# Francesco Rosi
Francesco Rosi (Napulj, 15. studenog 1922. – Rim, 10. siječnja 2015.) je talijanski filmski redatelj i scenarist.
Jedan od začetnika "Filma optužbe" i političkog trilera u europskoj kinematografiji. U svojim poludokumentarnim i izrazito realističnim filmovima, na filmsko platno prenosi stvarne, i inspirirane stvarnim događajima, afere i intrige iz talijanskog političkog i gospodarkog života.